# Michael Kass
Michael Kass  es un científico informático estadounidense conocido por su trabajo en gráficos por computadora y visión por computadora. Ha ganado un Premio de la Academia y el Premio SIGGRAPH Computer Graphics Achievement y es miembro de ACM.
Kass, David Baraff y Andrew Witkin compartieron un Premio de la Academia de Logros Científicos y Técnicos en 2005 por la animación de ropa, incluido su trabajo pionero en el simulador de ropa utilizado por Pixar en el corto Juego de Geri, Mejor Animación Cortometraje, Premios de la Academia 1997. Contribuyó con una variedad de tecnologías a las películas animadas de Pixar, desde A Bug's Life hasta Monsters University.
En 2009, ACM SIGGRAPH honró a Kass por "sus amplias y significativas contribuciones a los gráficos por computadora, que van desde el procesamiento de imágenes hasta la animación y el modelado, y en particular por su introducción de técnicas de optimización como una herramienta fundamental en los gráficos". notas de citas: "Michael es un hombre del renacimiento gráfico: ha trabajado en animación, modelado, texturas, procesamiento de imágenes e incluso en sistemas gráficos. En cada área, ha realizado contribuciones innovadoras".
Google Scholar cuenta más de 30K citas de su trabajo, incluyendo uno de los 20 artículos más citados en informática,  "Snakes: Active Contour Models", escrito por Andrew Witkin y Demetri Terzopoulos. El artículo "Snakes" lanzó el modelo Active contour, un marco para delinear un contorno de objeto a partir de una imagen 2D posiblemente ruidosa para aplicaciones como seguimiento de objetos, reconocimiento de formas, segmentación, detección de bordes y coincidencia estéreo.
Kass desarrolló el Z-Buffer jerárquico con los colaboradores Ned Greene y Gavin Miller, una técnica de renderizado que permite grandes aumentos en la complejidad práctica de la escena en comparación con el Z-buffering tradicional. El algoritmo se puede encontrar en todas las unidades modernas de procesamiento de gráficos (GPU).
Actualmente ingeniero distinguido en NVIDIA, Kass está involucrado en una variedad de proyectos relacionados con la realidad aumentada, la realidad virtual y varios tipos de creación de contenido. Antes de NVIDIA, fue ingeniero principal sénior en Intel, miembro distinguido de Magic Leap, científico investigador sénior en Pixar e ingeniero principal en Apple Computers. Sus primeros días en tecnologías avanzadas comenzaron en el Laboratorio de Investigación de Inteligencia Artificial de Schlumberger después de obtener su Ph.D. de Stanford.
Kass ha emitido 28 patentes estadounidenses y fue galardonado en 2018 por la Asociación de Derecho de Propiedad Intelectual de Nueva York como Inventor del Año.
Kass también es campeón de malabarismo, bailarín de tango argentino, y un consumado bailarín de hielo. 

## Pixar film credits
- Geri's Game (short)
- Bichos: Una aventura en miniatura
- Toy Story 2
- Monsters, Inc.'
- Buscando a Nemo
- Los Increíbles
- Cars
- Ratatouille
- WALL·E
- Up
- Toy Story 3
- Monsters University